# Ophiacantha pentacrinus
Ophiacantha pentacrinus is een slangster uit de familie Ophiacanthidae. De wetenschappelijke naam van de soort werd in 1869 gepubliceerd door Christian Frederik Lütken.